# 島岡譲
島岡 譲（しまおか ゆずる、1926年1月13日 - 2021年9月30日）は、日本の作曲家、音楽学者、音楽理論家。国立音楽大学名誉教授、元東京藝術大学教授。娘は法学者の島岡まな。

## 来歴
群馬県前橋市出身。1936年から平井康三郎にピアノと作曲を師事。1942年に東京音楽学校（現・東京藝術大学音楽学部）に入学し、橋本國彦、下総皖一に師事した。1945年、東京音楽学校本科作曲部卒業。池内友次郎に師事し、1947年に同学研究科を修了。1950年には貴島清彦らの作曲家グループ地人会に参加した。1954年から1955年まで、パリ国立高等音楽・舞踊学校に留学。ノエル・ギャロンのクラスでフーガを専攻し、和声法教授のジャン・ギャロンに師事した。
これまで、国立音楽大学教授（1950年 - 1990年）、東京芸術大学非常勤講師（1951年 - 1990年）、東京芸術大学教授（1991 - 1992年）を歴任した。
『和声 理論と実習』の執筆責任など、和声についての理論書を数多く執筆した。また、長年に渡り音楽教育に力を注ぎ、門下から多くの作曲家を輩出している。敬虔なクリスチャンとしても知られ、キリスト教に関する研究論文を多数持つ。
2021年9月30日、死去。95歳没。

## 楽曲
- 前奏曲とフーガ ト短調（1948年、第17回毎日新聞社音楽コンクール作曲部門第1部管弦楽曲第2位受賞作品[4][8]）[9]

## 著作
米印の入っているもののみ購入可能。
- 『フーガの実習[10][注釈 1]』 国立音楽大学（出版年不明だが、1958年の可能性大）※
- 『和声の原理と実習』 音楽之友社（1958年、共著）
- 『フーガの作例[12]』 国立音楽大学（1958年、編著）
- 『和声と楽式のアナリーゼ バイエルからソナタアルバムまで』 音楽之友社（1964年）※
- 『和声 理論と実習』I, II, III 全3巻 音楽之友社（1964 - 1966年、共著・執筆責任）※
- 『和声 理論と実習』 別巻 音楽之友社（1967年、共著・執筆責任）※
- 『音楽：理論と実習』 I, II, III, IV 全4巻 国立音楽大学ソルフェージュ・理論委員会（1975年、執筆代表者）
- 『音楽の理論と実習』 I, II, III 全3巻 音楽之友社（1982 - 1984年）
- 『音楽の理論と実習 別巻』I, II, III上, III下 全4巻 音楽之友社（1985 - 1988年）
- 『山を仰いで』 自費出版（1986年[13]）
- 『バッハ「平均律クラヴィーア曲集」のアナリーゼ（1990年度特別教育期期間の講演より）』 国立音楽大学企画広報課（1991年、国立音楽大学企画広報課編）
- 『総合和声 実技・分析・原理』 音楽之友社（1998年、共著・執筆責任）※
- 『総合和声 実技・分析・原理 別巻』 音楽之友社（2001年、共著・執筆責任）※
- 『和声のしくみ・楽曲のしくみ 4声体・キーボード・楽式・作曲を総合的に学ぶために』 音楽之友社（2006年）※
- 『島岡譲 和声課題作品集』 音楽之友社（2022年）※

## 門下生
五十音順
- 赤石敏夫[4]
- 安達元彦[4]
- 池上敏
- 池辺晋一郎[4][14]
- 和泉耕二[15]
- 市川景之
- 岩河智子
- 岩代浩一[4][16]
- 大島ミチル[17][18]
- 荻久保和明
- 河野土洋[19]
- 眼龍義治[20]
- 北爪道夫[4]
- 工藤俊幸
- 久米由基[21]
- 桑原洋明[22]
- 西邑由記子
- 野田暉行[4]
- 八村義夫
- 久石譲[4][23]
- 廣瀬量平[4][24]
- 宮崎尚志[25]